# Elzenhagen

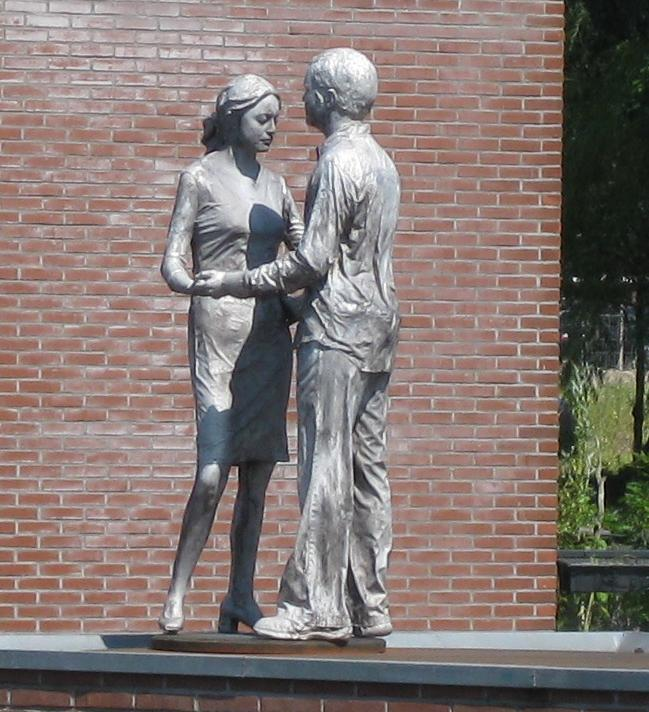
Herman Lamers: The last dance, GJ Scheurleerweg (foto 2011

Elzenhagen is een woonbuurt en een gelijknamig sportpark in Amsterdam-Noord, in het westen van de Buikslotermeerpolder.
De wijk maakt deel uit van het gebied Centrum Amsterdam Noord. De naam Elzenhagen verwijst naar de in 1964 gesloopte boerderij Elsenhage aan de Buikslotermeerdijk.

## Elzenhagen-Noord
De woonbuurt Elzenhagen, ook genoemd Elzenhagen-Noord, is in de jaren na 2000 gebouwd op het terrein van het voormalige Volkstuinenpark Buikslotermeer ten noorden van de IJdoornlaan, ten oosten van de Noorderbegraafplaats en de buurt Jeugdland, ten zuiden van de Ringweg-Noord A10 en ten westen van de Nieuwe Leeuwarderweg.
De buurt bestaat voornamelijk uit eengezinswoningen maar er is ook middelhoogbouw.
De Eeuwige Jeugdlaan ontsluit de wijk. Aan de westrand loopt de G.J. Scheurleerweg en aan de oostrand de B. Merkelbachsingel. Sinds 2013 is er ook een verbinding via de verlengde J.H. van Heekweg die onder de Nieuwe Leeuwarderweg werd doorgetrokken. Daardoor kon de wijk sinds 2014 tot 21 juli 2018 door bus 38 van het GVB worden ontsloten. Er is een brede school voor basisonderwijs (ABBS Elzenhagen) gevestigd.

## Sportpark Elzenhagen
Het Sportpark Elzenhagen ligt tussen de Buikslotermeerdijk, de IJdoornlaan, de Nieuwe Leeuwarderweg en de Nieuwe Purmerweg.
Naast de voetbalvereniging DWV (hier sinds 1964) en andere sportvelden is er een sporthal die in 2012 (tijdelijk) is gesloten, nadat er asbest was aangetroffen.
Het gebied wordt onder de naam Elzenhagen-Zuid getransformeerd tot stedelijke woonbuurt. Het nieuwe bestemmingsplan is vastgesteld in 2020 en het stadsdeel verwacht dat de ontwikkeling duurt tot 2028. 
 Abberdaan · Admiralenbuurt · Amstel III · Amsteldorp · Amstelkwartier · Andreas Ensemble · Apollobuurt · ArenAPoort · Bajeskwartier · Banne Buiksloot · Bedrijventerrein Sloterdijk · Bellamybuurt · Betondorp · Bijlmer · Binnenstad · Bloemenbuurt · Borgerbuurt · Borneo · Bos en Lommer · Buiksloot · Buiksloterham · Buikslotermeer · Buiteneiland · Buitenveldert · Bullewijk · Burgwallen Oude Zijde · Burgwallen Nieuwe Zijde · Centrum Amsterdam Noord · Centrumeiland · Chassébuurt · Chinatown · Cremerbuurt (Amsterdam) · Cruquius · Czaar Peterbuurt · Da Costabuurt · Dapperbuurt · De Aker · De Baarsjes · De Bongerd · De Eendracht · De Heining · De Krommert · De 9 Straatjes · De Omval · De Pijp · Diamantbuurt · Driemond · Disteldorp · Dubbele Buurt · Duivelseiland · Duvelshoek · Elzenhagen · Erasmusparkbuurt · Floradorp · Frederik Hendrikbuurt · Funenpark · Gaasperdam · Gein · Geuzenveld · Gibraltarbuurt · Gouden Reael · Gulden Winckelbuurt · Grachtengordel · Haarlemmerbuurt · Hallenkwartier · Haven-Stad · Haveneiland · Havenstraatterrein · Helmersbuurt · Het Funen · Holendrecht · Hoofddorppleinbuurt · Houthaven · IJ-oevers · IJburg · IJdock · IJplein · Indische Buurt · Jan Maijenbuurt · Java-eiland · Jeruzalem · Jeugdland ·Jodenbuurt · Jordaan · Julianapark · Kadijken · Kadoelen · Kattenburg · Kinkerbuurt · KNSM-eiland · Kolenkitbuurt · Kop van Jut · Van der Kunbuurt · Laan van Spartaan · Landlust · Landstrekenbuurt · Lastage · Leidsebuurt · Lutkemeer · Marathonbuurt · Marineterrein · Marken · Marktkwartier · Medisch Centrum Slotervaart · Mercatorbuurt · Middelveldsche Akerpolder · Molenwijk · Museumkwartier · Nellestein · Nieuw Sloten · Amsterdam Nieuw-West · Nieuwe Pijp · Nieuwendam · Nieuwendammerdijk en Buiksloterdijk · Nieuwendammerham · Nieuwezijde · Nieuwmarkt · Noorderhof · Noordoever Sloterplas · Noordse Bos · Olympisch Kwartier · Omval · Ookmeer · Oostelijk Havengebied · Oostelijke Eilanden · Oostelijke Handelskade · Oostenburg · Oosterdokseiland · Oosterparkbuurt · Oostoever Sloterplas · Oostpoort · Oostzanerwerf · Osdorp · Oud Osdorp · Oud-Oost · Oud-West · Oud-Zuid · Oude Pijp · Oudezijde · Overamstel · Overhoeks · Overtoombuurt · Overtoomse Buurt · Overtoomse Veld · Park Haagseweg · Park de Meer · Plan van Gool · Plan West · Plan Zuid · Planciusbuurt · Plantagebuurt · Postjesbuurt · Prinses Irenebuurt · Rapenburg · Reigersbos · Riekerpolder · Rieteilanden · Rietlanden · Rivierenbuurt · Robert Scottbuurt · Roeterseiland · Ruigoord · Schinkel (bedrijventerrein) · Schinkelbuurt · Science Park · Sloten · Sloterdijk · Sloterdijk-Centrum · Slotermeer · Slotervaart · Sluisbuurt · Spaarndammerbuurt · Spieringhorn · Sporenburg · Sportheldenbuurt · Staatsliedenbuurt · Stadionbuurt · Steigereiland · Strandeiland · Teleport · Transvaalbuurt · Trompbuurt · Tuindorp Buiksloot · Tuindorp Buiksloterham · Tuindorp Nieuwendam · Tuindorp Oostzaan · Tuttifruttidorp · Van Tijenbuurt · Uilenburg · Universiteitskwartier · Valkenburg · Van der Kunbuurt · Van der Pekbuurt · Van Lennepbuurt · Venserpolder · Vlooienburg · Vogelbuurt · Vogeldorp · Vogeltjeswei · Volewijck · Vondelparkbuurt · Vrije Geer · Waalseiland · Watergraafsmeer · Waterlandpleinbuurt · Waterwijk · Weesp · Weesperbuurt · Weespertrekvaartbuurt · Weesperzijde · Westelijke Eilanden · Westelijke Tuinsteden · Westerdokseiland · Westerpark · Westpoort · Willemspark · Wittenburg · Zeeburg · Zeeburgereiland · Zeeheldenbuurt · Zuidas · Zuideramstel